# Kasper Fisker
Kasper Fisker Jensen (Randers, 22 maggio 1988) è un ex calciatore danese, di ruolo centrocampista.

## Palmarès

### Club

#### Competizioni nazionali
- Coppa di Danimarca: 1

Brøndby: 2017-2018